# Спикер Сената Канады
Спи́кер Сена́та Кана́ды (англ. Speaker of the Senate of Canada) или Председа́тель Сена́та Кана́ды (фр. Président du Sénat du Canada) — член Сената Канады, председательствующий в нём. Спикер представляет Сенат в официальной администрации, решает вопросы процедуры работы парламента и парламентских привилегий и председательствует на обсуждениях и голосованиях в красной палате. Часто считают, что это положение равноценно положению спикера Палаты общин Канады; однако этот взгляд неточен. Действующим председателем является Раймонда Ганье — независимый сенатор, представляющий провинцию Манитобу.

## Назначение и старшинство
Спикера Сената официально назначает генерал-губернатор по представлению Тайного совета Королевы для Канады. Однако по соглашению это мнение обычно выражает исключительно премьер-министр. Таким образом, хотя де-юре назначение осуществляется представителем Королевы, де-факто это делает лишь премьер-министр.
По протокольной лестнице спикер Сената следует лишь за королём (либо королевой), генерал-губернатором, бывшими генерал-губернаторами и их супругами, премьер-министром, бывшими премьер-министрами и главным судьёй; он объявляется представителем Канады в официальных государственных администрациях, как в Канаде, так и за границей.

## История поста
Первоначально роль спикера Сената была калькирована с лорд-канцлера Палаты лордов Соединённого королевства. Как и лорд-канцлер, спикер Сената был предвзятым; он имел право в любое время участвовать в обсуждениях и голосованиях и перестать председательствовать,— в противоположность спикеру Палаты общин, который голосует лишь в случае равенства голосов.
Спикер Сената был также похож на лорд-канцлера тем, что он считался равным другим сенаторам. Его решения не обязывали Сенат, если только решение председателя не было при этом волей большинства сенаторов. Другое сходство с практикой Палаты лордов было в том, что спикер не выступал, если другой сенатор не доводил вопрос до внимания спикера. Его решения устанавливаются в обращении к Сенату.
В основном после 1991 Канада ушла от традиций Палаты лордов, когда были приняты новые правила для Сената. Новые правила устанавливают, что спикер Сената может выступать без приглашения Сената. Новые правила отдаляют Сенат от практики самоуправления и приближают его к обычаям управления, в том числе и председательства, как в Палате общин.

## Роль спикера
Исторически спикер Сената отвечает за упорядочение процедурных вопросов, но только когда они доведены другим сенатором. Однако с недавними исправлениями в распоряжении, регулирующем Сенат Канады, председательство начало утверждать свои права на надлежащее вмешательство без приглашения. Таким образом, председатель вообще отвечает за поддержание порядка и декорума в Сенате.
Находясь на высшей ступени протокольной лестницы, спикер Сената часто принимает глав государств и правительств — эта роль не только церемониальная; спикер — это настоящий делегат и представитель Канады за границей. Он (или она) обязан представлять Канаду на международном уровне и иногда приглашается в другие страны от имени правительства Канады.
Хотя председатель является служащим Сената, он (или она) остаётся и представителем провинции, от которой он (или она) назначен. В противоположность спикеру Палаты общин, спикер Сената имеет право участвовать в обсуждении от имени граждан своей провинции или территории. Спикер имеет право голосовать и одновременно председательствовать при процессе голосования; в случае равенства голосов вопрос считается отклонённым.
Другое важное различие между двумя должностями состоит в том, что спикер Палаты общин играет административную роль в органах управления Палаты общин в качестве председателя комитета внутреннего хозяйства. Спикер Сената не играет никакой похожей роли, а в постоянном сенатском комитете внутреннего управления, бюджетов и аппарата председательствует другой сенатор.
В отсутствие спикера в Сенате его обязанности лежат на спикере pro tempore, назначаемом Сенатом в начале каждой сессии. Если они оба отсутствуют, для председательства может быть приглашён любой сенатор. Вне зависимости от того, кто заменяет спикера, его решения имеют ту же силу.

## Список председателей
|  | Имя                                | Начало           | Окончание        | Политическая принадлежность |
|  | ---------------------------------- | ---------------- | ---------------- | --------------------------- |
|  | дост. Жозеф Эдуар Кошон            | 5 ноября 1867    | 16 мая 1869      | Независимый консерватор     |
|  | дост. Джон Росс                    | 17 мая 1869      | 26 мая 1869      | Консерватор                 |
|  | дост. Жозеф Эдуар Кошон            | 27 мая 1869      | 2 июня 1872      | Независимый консерватор     |
|  | дост. Эймос Эдвин Ботсфорд         | 3 июня 1872      | 5 июня 1872      | Консерватор                 |
|  | дост. Жозеф Эдуар Кошон            | 6 июня 1872      | 30 июня 1872     | Независимый консерватор     |
|  | дост. Пьер-Жозеф-Оливье Шово       | 21 февраля 1873  | 8 января 1874    | Консерватор                 |
|  | дост. Дэвид Кристи                 | 9 января 1874    | 16 октября 1878  | Либерал                     |
|  | дост. Роберт Данкен Уилмот         | 7 ноября 1878    | 10 февраля 1880  | Консерватор                 |
|  | Дэвид Льюис Макферсон              | 11 февраля 1880  | 15 февраля 1880  | Консерватор                 |
|  | дост. Эймос Эдвин Ботсфорд         | 16 февраля 1880  | 18 апреля 1880   | Консерватор                 |
|  | дост. Дэвид Льюис Макферсон        | 19 апреля 1880   | 16 октября 1883  | Консерватор                 |
|  | дост. Уильям Миллер                | 17 октября 1883  | 3 апреля 1887    | Либерал-консерватор         |
|  | дост. Джосайя Берр Плам            | 4 апреля 1887    | 12 марта 1888    | Консерватор                 |
|  | дост. Джордж Уильям Аллан          | 17 марта 1888    | 26 апреля 1891   | Консерватор                 |
|  | дост. Александр Лакост             | 27 апреля 1891   | 13 сентября 1891 | Консерватор                 |
|  | дост. Джон Джонс Росс              | 14 сентября 1891 | 12 июля 1896     | Консерватор                 |
|  | дост. Шарль Пельтье                | 13 июля 1896     | 28 января 1901   | Либерал                     |
|  | дост. Лоренс Джеффри Пауэр         | 29 января 1901   | 8 января 1905    | Либерал                     |
|  | дост. Рауль Дандюран               | 9 января 1905    | 13 января 1909   | Либерал                     |
|  | дост. Джеймс Киркпатрик Керр       | 14 января 1909   | 22 октября 1911  | Либерал                     |
|  | дост. Огюст Ландри                 | 23 октября 1911  | 2 июня 1916      | Консерватор                 |
|  | Жозеф Больдюк                      | 3 июня 1916      | 6 февраля 1922   | Националист-консерватор     |
|  | дост. Хьюитт Босток                | 7 февраля 1922   | 28 апреля 1930   | Либерал                     |
|  | дост. Артур Чарльз Харди           | 13 мая 1930      | 2 сентября 1930  | Либерал                     |
|  | дост. Пьер Эдуар Блонден           | 3 сентября 1930  | 10 января 1936   | Консерватор                 |
|  | дост. Уолтер Эдвард Фостер         | 11 января 1936   | 8 мая 1940       | Либерал                     |
|  | дост. Жорж Паран                   | 9 мая 1940       | 14 декабря 1942  | Либерал                     |
|  | дост. Тома Вьен                    | 23 января 1943   | 23 августа 1945  | Либерал                     |
|  | дост. Джеймс Хорэс Кинг            | 24 августа 1945  | 2 августа 1949   | Либерал                     |
|  | дост. Эли Борегар                  | 3 августа 1949   | 13 октября 1953  | Либерал                     |
|  | дост. Уишарт Макли Робертсон       | 14 октября 1953  | 3 октября 1957   | Либерал                     |
|  | дост. Марк Робер Друэн             | 4 октября 1957   | 23 сентября 1962 | Прогрессист-консерватор     |
|  | дост. Джордж Стэнли Уайт           | 24 сентября 1962 | 26 апреля 1963   | Прогрессист-консерватор     |
|  | дост. Морис Бурже                  | 27 апреля 1963   | 6 января 1966    | Либерал                     |
|  | дост. Сидней Джон Смит             | 7 января 1966    | 4 сентября 1968  | Либерал                     |
|  | дост. Жан-Поль Дешатле             | 5 сентября 1968  | 13 декабря 1972  | Либерал                     |
|  | дост. Мюриель Маккуин Фергуссон    | 14 декабря 1972  | 11 сентября 1974 | Либерал                     |
|  | дост. Луиз Маргарита Ренод Лапуэнт | 12 сентября 1974 | 4 октября 1979   | Либерал                     |
|  | дост. Элистер Грозарт              | 5 октября 1979   | 3 марта 1980     | Прогрессист-консерватор     |
|  | дост. Жан Маршан                   | 4 марта 1980     | 15 декабря 1983  | Либерал                     |
|  | дост. Морис Риель                  | 16 декабря 1983  | 1 ноября 1984    | Либерал                     |
|  | дост. Ги Шарбонно                  | 2 ноября 1984    | 6 декабря 1993   | Прогрессист-консерватор     |
|  | дост. Ромео-Адриен Леблан          | 7 декабря 1993   | 21 ноября 1994   | Либерал                     |
|  | дост. Джилдас Л. Молгат            | 22 ноября 1994   | 25 января 2001   | Либерал                     |
|  | дост. Дэниел Филип Хейс            | 26 января 2001   | 7 февраля 2006   | Либерал                     |
|  | дост. Ноэль Кинселла               | 8 февраля 2006   | 26 ноября 2014   | Консерватор                 |
|  | дост. Пьер Клод Нолен              | 27 ноября 2014   | 23 апреля 2015   | Консерватор                 |
|  | дост. Лео Хусакос                  | 24 апреля 2015   | 3 декабря 2015   | Консерватор                 |
|  | дост. Джордж Фьюри                 | 3 декабря 2015   | 12 мая 2023      | Независимый                 |
|  | дост. Раймонда Ганье               | 16 мая 2023      | н. в.            | Независимый                 |